# رومان رواك
رومان رواك (بالبولندية: Roman Rożek)‏ (مواليد 5 أغسطس 1942) هو ملاكم بولندي، مثّل بلاده في الألعاب الأولمبية الصيفية 1972.

## روابط خارجية
رومان رواك على موقع أوليمبيديا (الإنجليزية)
- رومان رواك على موقع اللجنة الأولمبية البولندية (مؤرشف) (البولندية)